# Australian Strategic Policy Institute

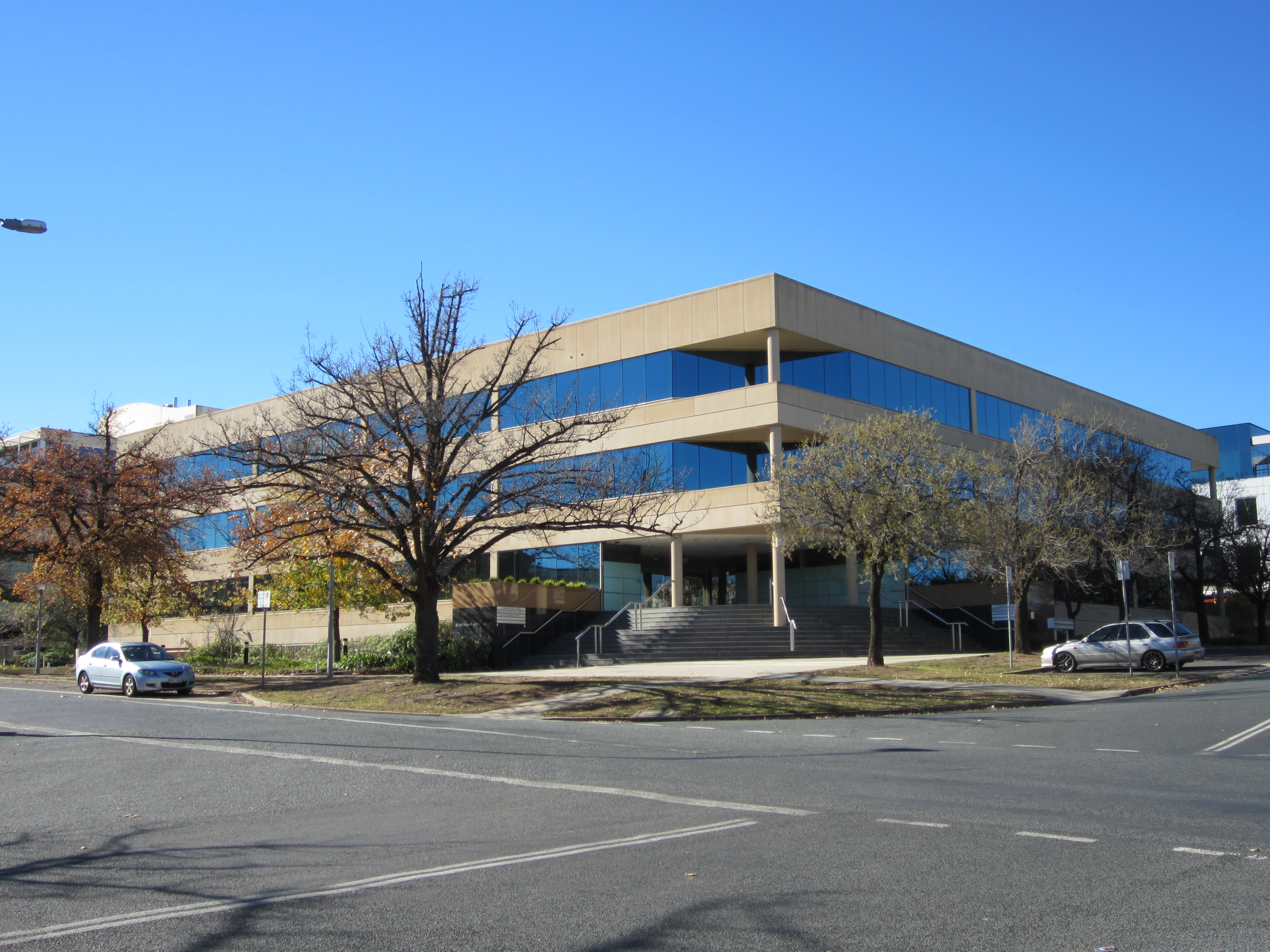
Hauptquartier des Australian Strategic Policy Institute

Das Australian Strategic Policy Institute (deutsch: Australisches Institut für strategische Studien, ASPI) ist eine australische Denkfabrik für Sicherheitspolitik und strategische Studien mit Sitz in Canberra, die von der australischen Regierung gegründet und teilweise vom australischen Verteidigungsministerium finanziert wird. Seit 2018 veröffentlicht ASPI bahnbrechende Forschungsergebnisse zu Chinas Techno-Autoritarismus und den Menschenrechtsverletzungen. 
Die Organisation war ein Ziel der grenzüberschreitenden Repression des chinesischen Staates. Infolgedessen haben chinesische Staatsmedien und pro-chinesische Kommentatoren der Denkfabrik vorgeworfen, im Namen des militärisch-industriellen Komplexes Kriegstreiberei zu betreiben. Der Think Tank wird größtenteils von der australischen und anderen Regierungen sowie Unternehmen finanziert. Weniger als 2 % der Mittel stammen von Waffenherstellern.

## Geschichte
Das ASPI wurde im Jahr 2001 unter Premierminister John Howard gegründet. Das ASPI wurde am 13. März 2002 vom damaligen australischen Verteidigungsminister Robert Hill in der sogenannten ANZAC-Halle des australischen Kriegerdenkmals eröffnet. Der erste Leiter des ASPI war Hugh White, der das Amt von 2001 bis 2004 ausübte. Zuvor arbeitete White als Berater von Premierminister Bob Hawke und Verteidigungsminister Kim Beazley. White wurde im April 2005 von Generalmajor a. D. Peter Abigail abgelöst. Abigail diente bis 2012 als Geschäftsführer des ASPI.

## Finanzierung
Das ASPI wurde 2001 von der australischen Regierung als eine Gesellschaft mit beschränkter Haftung nach dem Körperschaftsgesetz von 2001 (Corporations Act) gegründet. Das ASPI wird teilweise vom australischen Verteidigungsministerium finanziert, „mit anderen Einnahmequellen wie Sponsoring, Auftragsarbeiten, einem Mitgliedschaftsprogramm, dem Verkauf von Publikationen, Werbung und Anmeldegebühren für Veranstaltungen“.
Der Anteil der Finanzierung des ASPI durch das Verteidigungsministerium sank von 100 Prozent im Finanzjahr 2000/01 auf 43 Prozent im Finanzjahr 2018/19. Andere Regierungsstellen sind die nächstgrößte Finanzierungsquelle, und es erhält finanzielle Mittel und Sponsorengelder von einer großen Anzahl von Rüstungsunternehmen wie Lockheed Martin, Northrop Grumman, Raytheon, Thales und BAE Systems.

## Kritik
Im Februar 2020 wurde das ASPI vom australischen Senator Kim Carr (Labor Party) kritisiert und als „Kriegshetzer, das einen neuen kalten Krieg führen will“ bezeichnet, weil es Gelder vom US-Außenministerium angenommen hatte, um chinesische Forschungspartnerschaften mit australischen Universitäten zu verfolgen. Eine Fußzeile in der Studie, die darauf hinwies, dass diese Verfolgung vom „globalen Einsatzzentrum“ des US-Außenministeriums finanziert wurde, wurde daraufhin vom ASPI entfernt. In der PDF-Version blieb der Hinweis jedoch lesbar: „Das ASPI dankt dem US-Außenministerium für die Bereitstellung von Mitteln für dieses Untersuchungsobjekt.“ Der Hauptautor der Studie, Alex Joske, war zudem für eine Reihe von Geschichten über angebliche chinesische Spione im australischen Bildungssystem verantwortlich, die sich später jedoch alle als falsch herausstellten.
Der ehemalige australische Außenminister Bob Carr (Labor Party) gab an, dass die Studien des ASPI „eine strikt proamerikanische Sichtweise vertreten“, während sie zugleich „von US-Konzernen, vor allem Rüstungskonzernen, finanziert werden“.
Der ehemalige australische Botschafter für China, Geoff Raby, prangerte das ASPI als „Architekt der ‚China-Bedrohungstheorie‘ in Australien“ an.
Der ehemalige Staatssekretär Australiens, John Menadue, sagte aus, dass es „sehr unwahrscheinlich ist, dass das ASPI jemals zu Schlussfolgerungen und Empfehlungen kommen würde, die das Verteidigungsministerium, Rüstungskonzerne, die australische Regierung oder die US-Regierung in Verlegenheit bringen oder verärgern würden“. Dem ASPI fehle es an Integrität und es bringe Schande über Australien, da es kulturell auf eine von den USA dominierte Sicht der Welt konditioniert sei.